# Brøndbyvester
Brøndbyvester – miasto w Danii, położone na zachód od Kopenhagi. Siedziba gminy Brøndby. Około 34 247 mieszkańców. Ośrodek przemysłowy.